# Hernán Leandro Reyes
Hernán Leandro Reyes (Buenos Aires, 6 de diciembre de 1981) es un político y abogado argentino. Es Diputado en la Ciudad Autónoma de Buenos Aires desde 2017, y fue reelecto en el año 2021. Es dirigente del partido Coalición Cívica ARI donde se desempeña como tesorero del partido Nacional. 

## Biografía
Nació el 06 de diciembre de 1981 en el barrio de Paternal de la Ciudad Autónoma de Buenos Aires. Cursó sus estudios primarios y secundarios en el Colegio Andrés Ferreyra de Villa Crespo y en el Colegio Nacional N°17 de Caballito. Inició sus estudios universitarios en la Universidad de Buenos Aires (UBA), donde en el año 2006 recibió el título de abogado .
En cuanto a su vida política, participa de la Coalición Cívica ARI desde su fundación en el año 2001. Entre el año 2013 y 2017, se desempeñó como Secretario Parlamentario del bloque de Diputados de la Nación de la Coalición Cívica ARI presidido por Elisa Carrió.
En diciembre de 2017 asumió su primer mandato como Legislador de la Ciudad de Buenos Aires dentro del bloque Vamos Juntos hasta el año 2021, donde logró renovar su mandato hasta el año 2025 bajo la alianza Juntos por el Cambio.

## Historial Electoral
2017 - Legislador de la Ciudad de Buenos Aires - Lista Vamos Juntos - 971.116 votos - 50%
2021 - Legislador de la Ciudad de Buenos Aires - Lista Juntos por el Cambio - 891.983 - 46,2%

## Mandato de Legislador
Hernán Reyes ha presentado diferentes proyectos de ley, varios de ellos sancionados durante el ejercicio de sus dos mandatos. Leyes presentadas aprobadas de autoría del diputado:
Ley 6724: LEY MARCO DE PRODUCCIÓN ESTADÍSTICA
Ley 6458: FONDO DE PROMOCIÓN A LA INNOVACIÓN, CIENCIA Y TECNOLOGÍA DE LA CABA
Ley 6468: LEY MARCO DE ECONOMÍA CIRCULAR
Ley 6394: RÉGIMEN DE PROMOCIÓN DE LA ECONOMÍA DEL CONOCIMIENTO EN LA CIUDAD
Ley 6331: MODIFÍCASE LA LEY Nº 538 - LOTERÍA DE LA CABA
Ley 6379: LEY EFECTIVA DE DEFENSA DE LA COMPETENCIA EN LA CABA
Ley 6271: AGENTES DE COBRANZA EXTRAJUDICIAL
Ley 6248: ADHESIÓN AL RÉGIMEN DE PROMOCIÓN DE LA ECONOMÍA DEL CONOCIMIENTO.
Ley 6246: RÉGIMEN DE CONTRATACIONES DE OBRA PÚBLICA EN LA CABA
Ley 6072: LEY PARA LA DIFUSIÓN DEL BUEN USO DE LAS HERRAMIENTAS DIGITALES
Ley 6114: TRANSPARENCIA PRESUPUESTARIA

Además, ha participado en la redacción, el debate y la promoción de leyes sobre Ficha Limpia, Regulación de Juegos de Apuestas y en defensa de la autonomía de la Ciudad.

### Integración de Comisiones
Comisión de Asuntos Constitucionales (Presidente desde el año 2020)
Comisión de Ambiente
Desarrollo Económico, Mercosur Y Políticas De Empleo
Educación, Ciencia Y Tecnología
Justicia
Legislación Del Trabajo
Obras Y Servicios Públicos
Vivienda
Cambio Climático

### Denuncias e investigaciones
Distribución discrecional de fondos a cooperativas a través del programa Potenciar Trabajo
Importación de aeronaves durante el gobierno de Alberto Fernandez 2024
La mafia de los Laboratorios 2024
Cartelización de empresas de Medicina Prepaga 2024